# Pseudasellodes schadei
Pseudasellodes schadei là một loài bướm đêm trong họ Geometridae.